# Do 19 (航空機)
ドルニエ Do 19
飛行中のドルニエ Do 19 V1
- 用途：重爆撃機
- 製造者：ドルニエ
- 運用者：ドイツ空軍
- 初飛行：1936年10月28日
- 生産数：3機
- 運用状況：試作のみ

ドルニエ Do 19は、第二次世界大戦時にドイツの航空機メーカーのドルニエ社で開発された4発重爆撃機である。1936年10月28日に試作初号機が初飛行を行ったが1938年に輸送機に改装され、他の2機は廃棄された。

## 概要
ドイツ空軍は有効な重爆撃機戦隊を保有していなかった。ドイツ空軍の初代参謀部長のヴァルター・ヴェーファー中将はドイツが長距離戦略爆撃機戦隊を保有することの強固な提唱者であり、これがヴェーファー将軍下での「ウラル爆撃機計画」の推進となった。ドイツ航空省（RLM）の「技術局（Technisch Amt）」は4発重爆撃機の要求仕様を発行した。しかし1936年6月にヴェーファーが航空機事故で死亡すると、ヴェーファーの後任のアルベルト・ケッセルリンクは戦術爆撃機に専念するために長距離爆撃機計画を破棄した。
ドルニエとユンカースの両社はこの契約で競合し、1935年遅くに各々3機の試作機の発注を受けた。ドルニエ社の設計はDo.19の番号を与えられ、ユンカース社の試作機はJu 89となった。

## 歴史と開発
ドルニエ Do 19は、ほぼ全金属製構造で片持ち式中翼配置の主翼と長方形断面の胴体を持ち、尾翼は同時期の英国のアームストロング・ホイットワース ホイットレイ中型爆撃機に酷似した支柱付の双垂直尾翼と方向舵が水平尾翼の上面に取り付けられていた。降着装置は尾輪式の引き込み式で、エンジンは幾つかの文献によると4基のBramo 322H-2 星型エンジンを主翼前縁のナセル内に装着することが予定されていた。

Do 19の搭乗員は操縦士、副操縦士、航法士、爆撃手、通信士、銃手5名の計10名であった。
試作機のV1号はヴェーファー中将が航空機事故で死亡した後の1936年10月28日に初飛行を行ったが、重爆撃機計画は勢いを失い、復活することは無かった。後にドイツ空軍が英国の空で手酷い一撃を加えられた際も、航空戦力の中でも特に重爆撃機を保有していないことから戦略爆撃能力が大きく欠落しているという、この航空作戦続行を断念させる致命的な弱点が戦闘が始まってから露呈した。しかし、そのとき望まれるような爆撃機を今日明日に開発する事は不可能で、後継機の開発も遅きに逸した。
ヴェーファーの後任のアルベルト・ケッセルリンクはドイツ国が要求するものは、より多くの戦闘機と戦術爆撃機であると信じていたためV2号とV3号試作機は破棄され、V1号は1938年に輸送機に改装された。ドルニエ Do 19は試作段階までしか進まなかったが有用な長距離爆撃機となり得る設計の機体であった。

## 要目 (Do 19 V2)

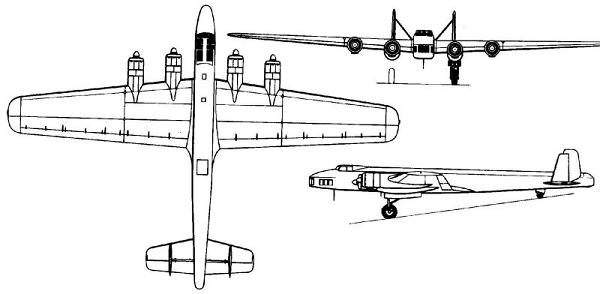
ドルニエ Do 19 V1

- 乗員：10名（操縦士、副操縦士、航法士、爆撃手、通信士、銃手5名）
- 全長：25.4 m (83 ft 6 in)
- 全幅：35.00 m (114 ft 10 in)
- 全高：5.77 m (19 ft)
- 翼面積：162 m2 (1,744 ft2)
- 翼面荷重：114 kg/m2 (23 lb/ft2)
- 空虚重量：11,865 kg (26,158 lb)
- 全備重量：18,500 kg (40,785 lb)
- 馬力重量比：0.13 kW/kg (0.08 hp/lb)
- エンジン：4 x BMW 132F 星型エンジン、604 kW (810 hp)
- 最高速度：315 km/h (196 mph)
- 巡航高度：5,600 m (18,370 ft)
- 航続距離：1,600 km (994 mi)

- 武装
  - 2 x MG FF 機関砲（背面銃座、胴体下面銃座）
  - 2 x MG 15 機関銃（機首、尾部）
  - 爆弾 16 × 100 kg (220 lb)